# Democratisch Alternatief
Democratisch Alternatief (Macedonisch: Демократска алтернатива, Demokratska Alternativa, DA) is een centrumgerichte politieke partij in Noord-Macedonië. De partij werd op 21 maart 1998 opgericht door Vasil Toepoerkovski (*1951), die in het verleden deel uit had gemaakt van het laatste Presidium van de SFR Joegoslavië. 
In aanloop naar de verkiezingen van 1998 sloot DA een lijstverbinding met de VMRO-DPMNE en de Democratische Partij van Albanezen. Bij die verkiezingen won DA 13 zetels (10,7%). Vervolgens trad de partij toe tot de door de VMRO-DPMNE gedomineerde coalitieregering. Toepoerkovski werd minister van Economische Zaken. Op aandringen van Toepoerkovski verbrak Macedonië de diplomatieke betrekkingen met de Volksrepubliek China om vervolgens betrekkingen aan te knopen met Taiwan dat financiële hulp in het vooruitzicht stelde. De Volksrepubliek China sprak daarop haar veto uit over het voortzetten van VN vredesmacht in Macedonië. Een kabinetscrisis volgde waarna Toepoerkovski zich gedwongen zag af te treden. De regeringscoalitie werd echter voortgezet. In november 2000 verliet DA echter de coalitie. Tot aan de verkiezingen van 2002 maakte DA deel uit van de oppositie. Bij de verkiezingen dat jaar verloor het al de zetels in het parlement. In 2002 scheidde zich een aantal partijleden af en vormden de partij Democratisch Centrum.
Bij de landelijke verkiezingen van 2006 kreeg de partij 1,19% van de stemmen; onvoldoende voor een parlementszetel. Sindsdien heeft Democratisch Alternatief niet meer deelgenomen aan landelijke verkiezingen. In 2007 moest Toepoerkovski voor de rechter verschijnen op beschuldiging van het in eigen zak steken van door Taiwan verstrekte kredieten. In 2009 werd hij hiervoor veroordeeld, maar later dat jaar in hoger beroep vrijgesproken. 